# Anzy-le-Duc
Pour les articles homonymes, voir Leduc.
Anzy-le-Duc est une commune française située dans le département de Saône-et-Loire, en région Bourgogne-Franche-Comté.

## Géographie
Anzy-le-Duc fait partie du Brionnais. La commune est traversée par la rivière l'Arconce, affluent de la Loire. Elle est située à 5,5 km de Marcigny, 21 km de Paray-le-Monial, 23 km de la Clayette. La gare ferroviaire la plus proche est celle de Paray-le-Monial.
- Hameaux

(liste non exhaustive)
- Le Lac

### Climat
Pour des articles plus généraux, voir Climat de la Bourgogne-Franche-Comté et Climat de Saône-et-Loire.
En 2010, le climat de la commune est de type climat océanique dégradé des plaines du Centre et du Nord, selon une étude du Centre national de la recherche scientifique s'appuyant sur une série de données couvrant la période 1971-2000. En 2020, Météo-France publie une typologie des climats de la France métropolitaine dans laquelle la commune est exposée à un climat océanique altéré et est dans la région climatique Centre et contreforts nord du Massif Central, caractérisée par un air sec en été et un bon ensoleillement.
Pour la période 1971-2000, la température annuelle moyenne est de 11 °C, avec une amplitude thermique annuelle de 16,5 °C. Le cumul annuel moyen de précipitations est de 797 mm, avec 11,3 jours de précipitations en janvier et 7,2 jours en juillet. Pour la période 1991-2020, la température moyenne annuelle observée sur la station météorologique de Météo-France la plus proche, « Briant », sur la commune de Briant à 7 km à vol d'oiseau, est de 11,7 °C et le cumul annuel moyen de précipitations est de 930,7 mm. 
La température maximale relevée sur cette station est de 40 °C, atteinte le 12 août 2003 ; la température minimale est de −14,7 °C, atteinte le 31 décembre 1996,,.
Les paramètres climatiques de la commune ont été estimés pour le milieu du siècle (2041-2070) selon différents scénarios d'émission de gaz à effet de serre à partir des nouvelles projections climatiques de référence DRIAS-2020. Ils sont consultables sur un site dédié publié par Météo-France en novembre 2022.

## Urbanisme

### Typologie
Au 1er janvier 2024, Anzy-le-Duc est catégorisée commune rurale à habitat très dispersé, selon la nouvelle grille communale de densité à sept niveaux définie par l'Insee en 2022. Elle est située hors unité urbaine et hors attraction des villes,.

### Occupation des sols
L'occupation des sols de la commune, telle qu'elle ressort de la base de données européenne d’occupation biophysique des sols Corine Land Cover (CLC), est marquée par l'importance des territoires agricoles (93,9 % en 2018), une proportion identique à celle de 1990 (93,9 %). La répartition détaillée en 2018 est la suivante : prairies (79,4 %), zones agricoles hétérogènes (9,9 %), terres arables (4,7 %), forêts (4,3 %), zones urbanisées (1,2 %), milieux à végétation arbustive et/ou herbacée (0,5 %). L'évolution de l’occupation des sols de la commune et de ses infrastructures peut être observée sur les différentes représentations cartographiques du territoire : la carte de Cassini (XVIIIe siècle), la carte d'état-major (1820-1866) et les cartes ou photos aériennes de l'IGN pour la période actuelle (1950 à aujourd'hui).

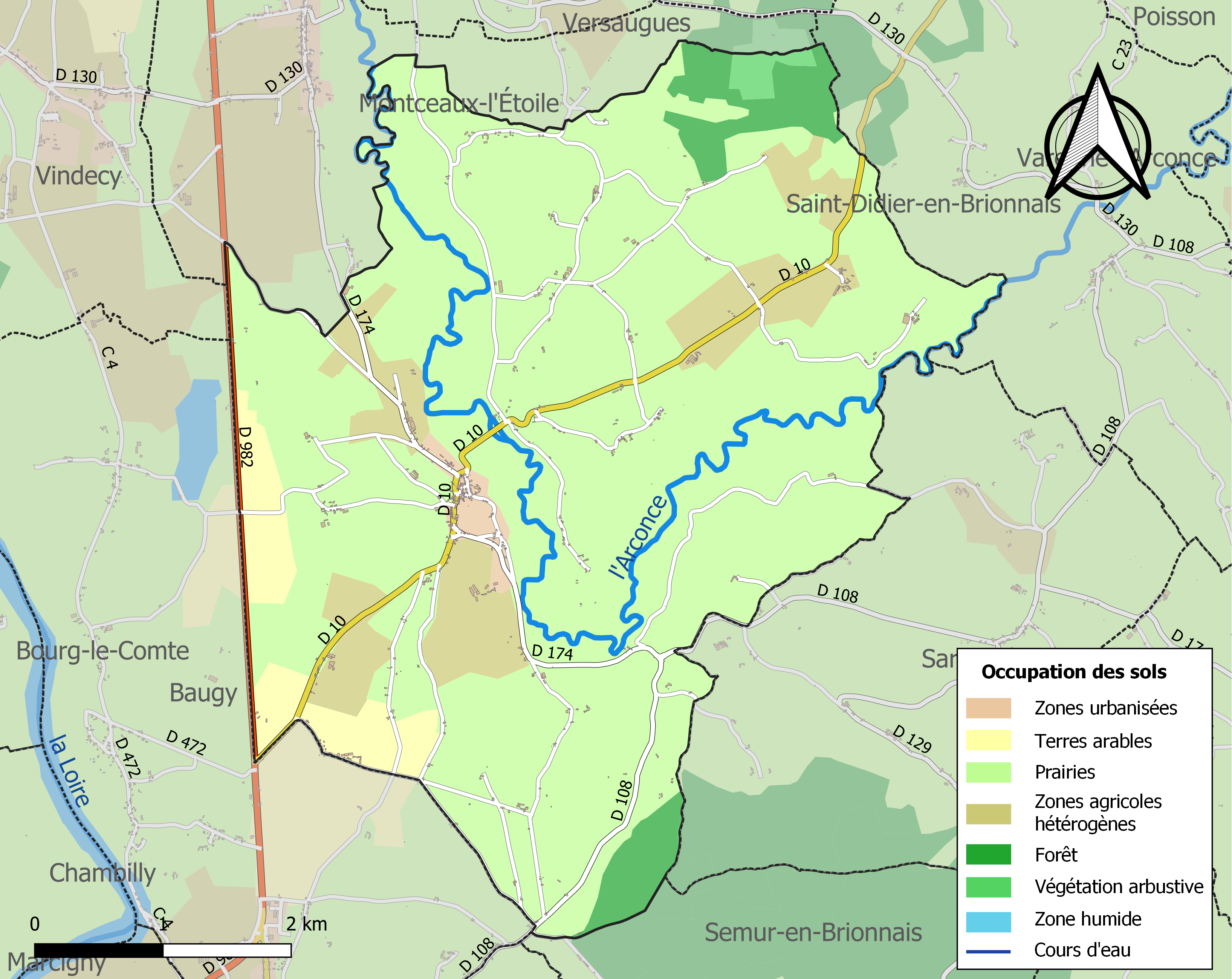
Carte des infrastructures et de l'occupation des sols de la commune en 2018 (CLC).

## Toponymie
Suivant les auteurs Anzy-le-Duc a été appelée Enziacum, Aziacum, Andiacum, Andicius, Antidius : il s'agit d'un nom de famille suivi du suffixe domanial acum,.

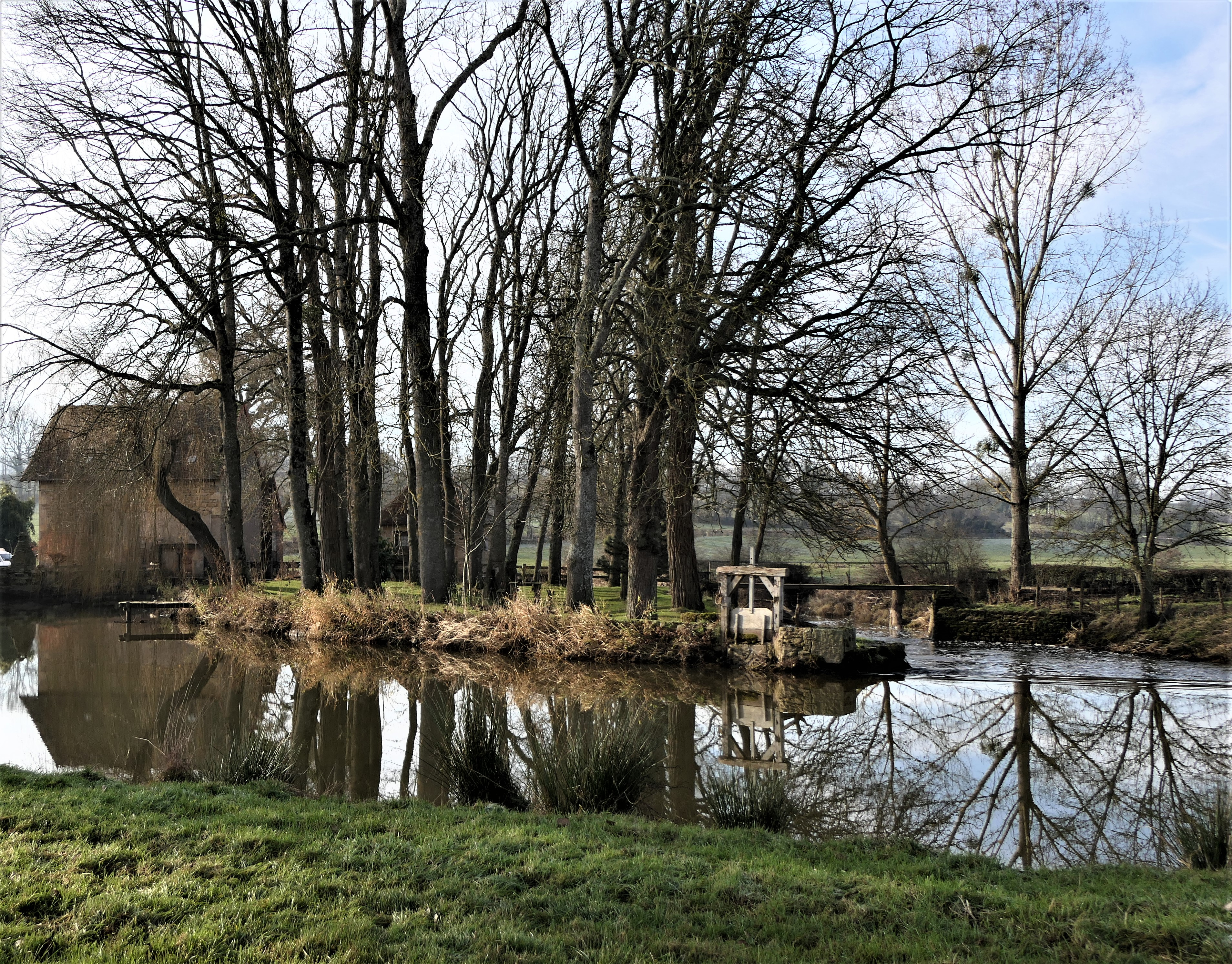
Ancien moulin du Cray, sur l'Arconce.
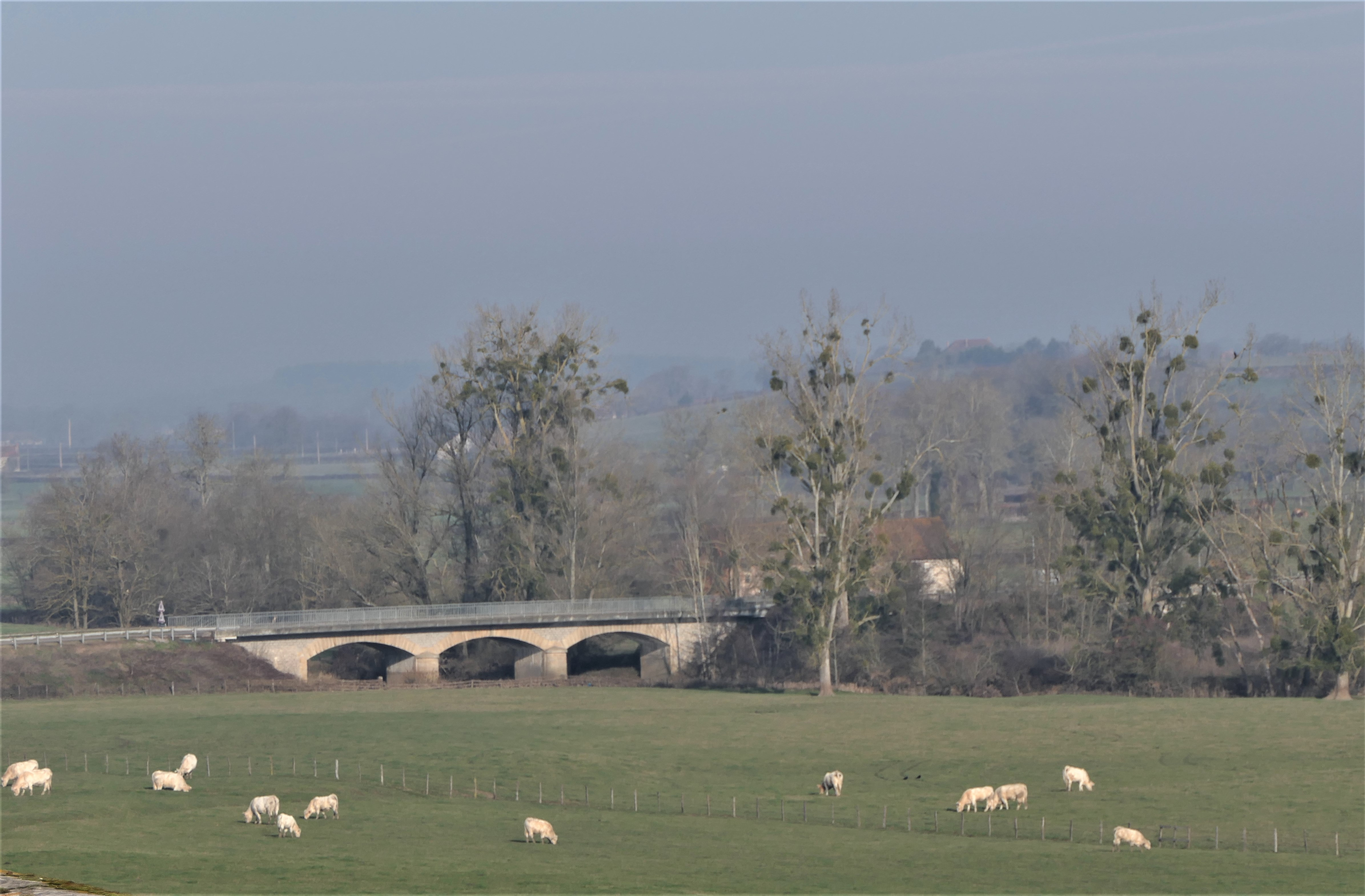
Pont sur l'Arconce.
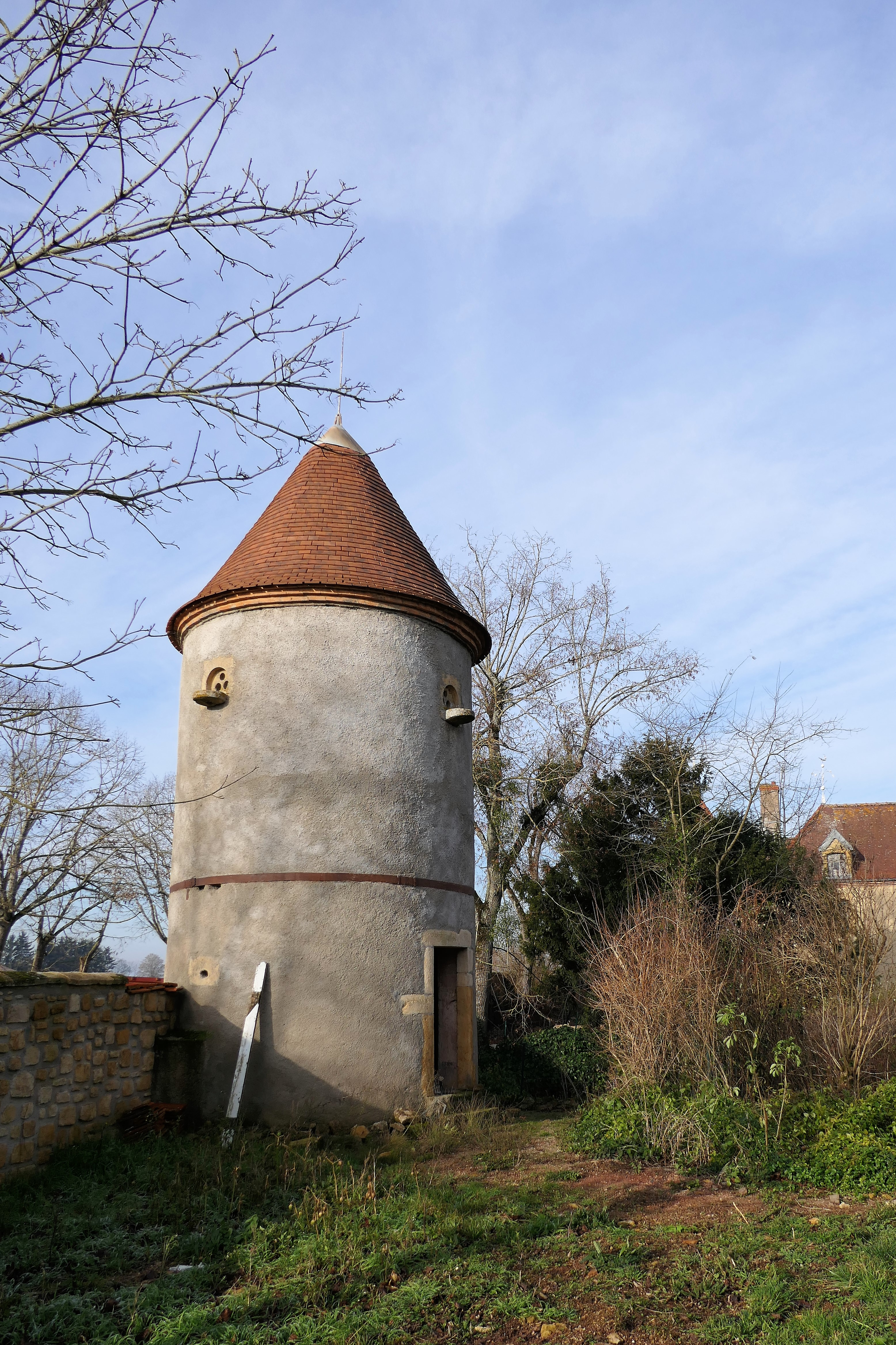
Colombier, du XVIIIe siècle, sur la propriété de l'ancien député Paul Duraffour.

## Histoire
On sait peu de chose sur l'installation des premiers habitants sur le site d'Anzy-le-Duc. Il est fort probable qu'une villa rustica romaine se soit installée sur ce site propice à l'agriculture et proche des premières voies de communications (Loire et voies gallo-romaines qui passent sur le territoire de la commune). C'est sans doute de cette villa que le seigneur Letbalde fit don en 876 à l'abbaye de Saint-Martin d'Autun pour y fonder un établissement bénédictin. Son premier prieur, Hugues de Poitiers fut choisi pour édifier ce monastère dès 880. La renommée de ce prieur donna rapidement une certaine importance au prieuré dans le Brionnais. Mais sa mort mit fin à cette grande notoriété. Il devint un important lieu de pèlerinage au Xe siècle et XIe siècle où les reliques de saint Hugues de Poitiers étaient exposées. Ce pèlerinage apporta de nombreuses richesses à ce monastère et une population s'installa rapidement à l'ombre du prieuré. Le pape Alexandre III, réfugié en France, confirme Saint-Martin d'Autun dans sa propriété du prieuré par une bulle d'avril 1164.
Le hameau le Lac dit aussi Saint-Martin du Lac, appartient au XVe siècle à la famille Petitjean, qui donnera son dernier abbé régulier à l'abbaye de Saint-Martin d'Autun. Le fief passera vers 1550 à la famille de Massenet. Guillaume de Massenet est le mari de Jeanne de Digoine, la sœur du doyen de la collégiale de Saint-Hilaire de Semur.
En 1576 Anzy souffre de l'invasion des reîtres. Quelques années après, le 18 juin 1594, le  prieuré, semblable à une citadelle, est pris et pillé pour le compte du roi par d'Amanzé[Lequel ?]. Mais il est repris quelques semaines après par Després, ligueur. Anzy perd alors une partie de sa population et de son importance. 
Lors de la Révolution, les bâtiments du prieuré sont mis en vente. C'est M. de Champagny, duc de Cadore qui s'en rend acquéreur. À la mort de celui-ci, ses héritiers les vendent à M. Thomas d'Anzy. C'est M. Lamy, gendre de ce dernier, qui restaure le prieuré afin d'en faire son habitation.
En 1770, le prieur paie 40 écus de patronage à l'abbé de Saint-Martin.
Saccagé à de nombreuses reprises, le prieuré commença de décliner à partir du XVIIe siècle. En 1789, avant la Révolution, il ne comptait plus que deux à trois moines "sous" le prieur Roch-Étienne de Vichy, aumônier de la reine. L'église, promise à la démolition du fait de l'existence d'une église paroissiale, fut rachetée par trois habitants de la commune.
En 1793, Anzy-le-Duc, à l'instar de quelques cent-cinquante autres communes de Saône-et-Loire, change de nom et devient Anzy.

## Politique et administration

### Liste des maires

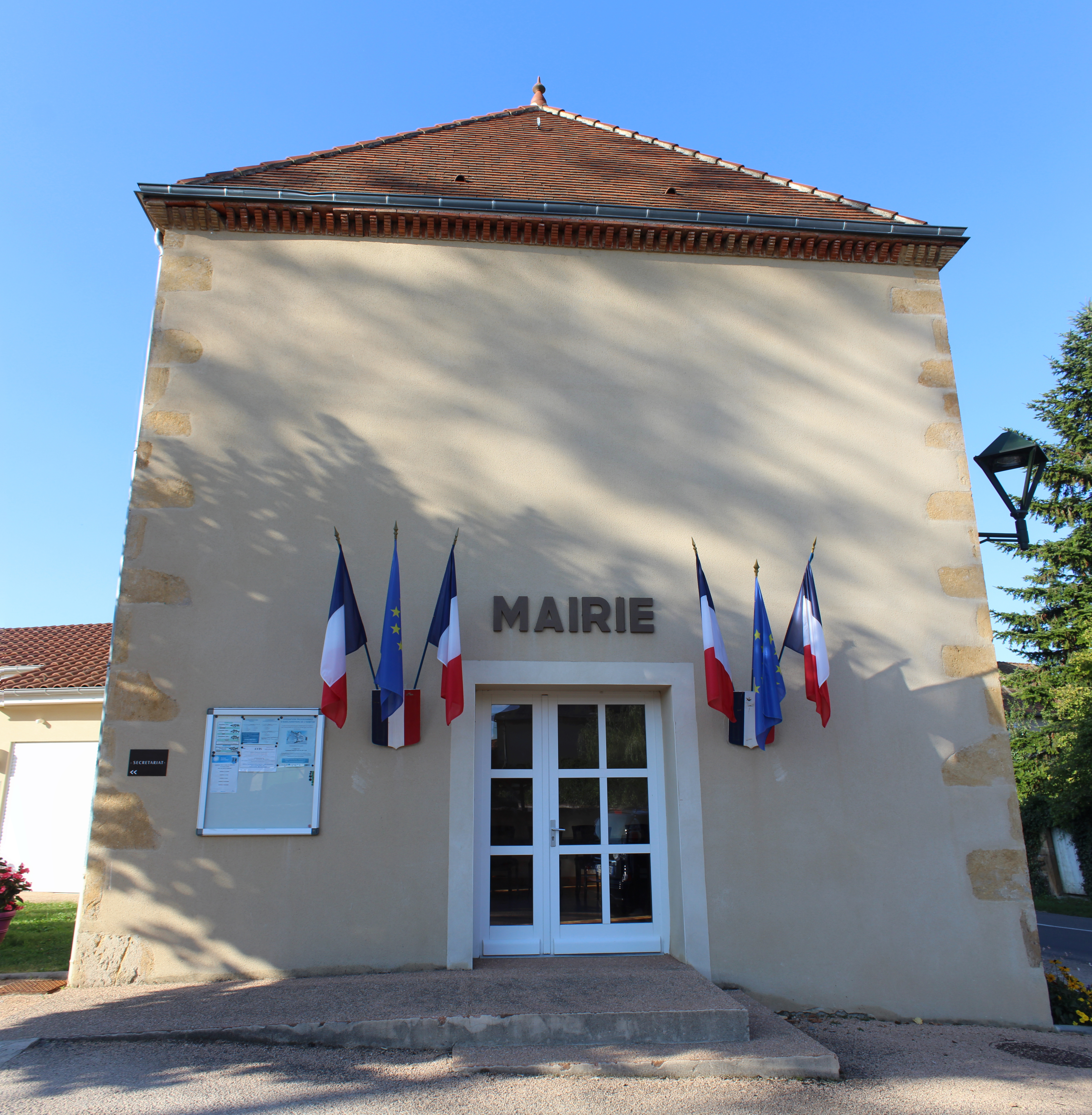
Mairie.

| Période                                  | Période   | Identité           | Étiquette | Qualité                                       |
| ---------------------------------------- | --------- | ------------------ | --------- | --------------------------------------------- |
| 1953                                     | 1982      | Paul Duraffour     | PRG       | Conseiller d'État, député, conseiller général |
| 1982                                     | 1996      | Paul Larue         | DVD       |                                               |
| mars 1996                                | mars 2003 | François Beauchamp |           |                                               |
| mars 2003                                | mars 2008 | Françoise Larue    |           |                                               |
| mars 2008                                | En cours  | Jean-Marc Pommier  |           |                                               |
| Les données manquantes sont à compléter. |           |                    |           |                                               |

## Démographie
L'évolution du nombre d'habitants est connue à travers les recensements de la population effectués dans la commune depuis 1793. Pour les communes de moins de 10 000 habitants, une enquête de recensement portant sur toute la population est réalisée tous les cinq ans, les populations de référence des années intermédiaires étant quant à elles estimées par interpolation ou extrapolation. Pour la commune, le premier recensement exhaustif entrant dans le cadre du nouveau dispositif a été réalisé en 2005.

En 2022, la commune comptait 423 habitants, en évolution de −10,38 % par rapport à 2016 (Saône-et-Loire : −1,06 %, France hors Mayotte : +2,11 %).
| 1793 | 1800 | 1806 | 1821 | 1831 | 1836 | 1841 | 1846 | 1851  |
| ---- | ---- | ---- | ---- | ---- | ---- | ---- | ---- | ----- |
| 738  | 795  | 791  | 876  | 870  | 935  | 962  | 983  | 1 015 |

| 1856 | 1861  | 1866 | 1872 | 1876  | 1881  | 1886  | 1891 | 1896 |
| ---- | ----- | ---- | ---- | ----- | ----- | ----- | ---- | ---- |
| 994  | 1 013 | 977  | 995  | 1 016 | 1 018 | 1 011 | 978  | 879  |

| 1901 | 1906 | 1911 | 1921 | 1926 | 1931 | 1936 | 1946 | 1954 |
| ---- | ---- | ---- | ---- | ---- | ---- | ---- | ---- | ---- |
| 866  | 842  | 819  | 710  | 674  | 643  | 642  | 606  | 564  |

| 1962 | 1968 | 1975 | 1982 | 1990 | 1999 | 2005 | 2006 | 2010 |
| ---- | ---- | ---- | ---- | ---- | ---- | ---- | ---- | ---- |
| 543  | 518  | 447  | 428  | 458  | 434  | 441  | 439  | 440  |

| 2015 | 2020 | 2022 | - | - | - | - | - | - |
| ---- | ---- | ---- | - | - | - | - | - | - |
| 470  | 432  | 423  | - | - | - | - | - | - |

### Évolution et structure récente de la population
En 2013, les 448 habitants de la commune se répartissent en 138 personnes de moins de 30 ans, 169 personnes de 30 à 60 ans et 141 personnes de plus de 60 ans. 218 personnes sont des hommes et 230 des femmes.
De 2008 à 2013, la population a augmenté de 6 personnes. Elle avait augmenté de 8 personnes de 1999 à 2008, alors que de 1968 à 1999, elle avait diminué de 64 personnes.
186 personnes sont classées dans les « actifs », dont 96 hommes et 89 femmes. L'effectif scolarisé est de 101.

### Logements
Le nombre de logements est de 247, dont 186 résidences principales, 33 résidences secondaires ou occasionnelles, 29 logements vacants. 242 de ces logements sont des maisons individuelles et 5 des appartements.
143 occupant des résidences principales sont propriétaires de leur logement, 33 sont locataires et 10 sont logés gratuitement. 114 ménages, sur un total de 186, habitent la commune depuis plus de 10 ans.

## Économie et emploi

### Emploi
Le nombre d'emplois dans la commune est de 92 alors que le nombre d'actifs habitant la commune et ayant un emploi est de 174.
Le statut professionnel des 92 emplois sur le territoire communal est salarié pour 57 personnes, et non salarié pour 36.

### Entreprises
En 2014, le nombre d'établissements implantés dans la commune est de 54 ; ils emploient 42 salariés.
23 appartiennent au secteur de l'agriculture 3 à celui de l'industrie, 2 à la construction, 21 au commerce et services divers et 5 au secteur "administration publique, santé, enseignement, action sociale".

## Culture locale et patrimoine

### Lieux et monuments

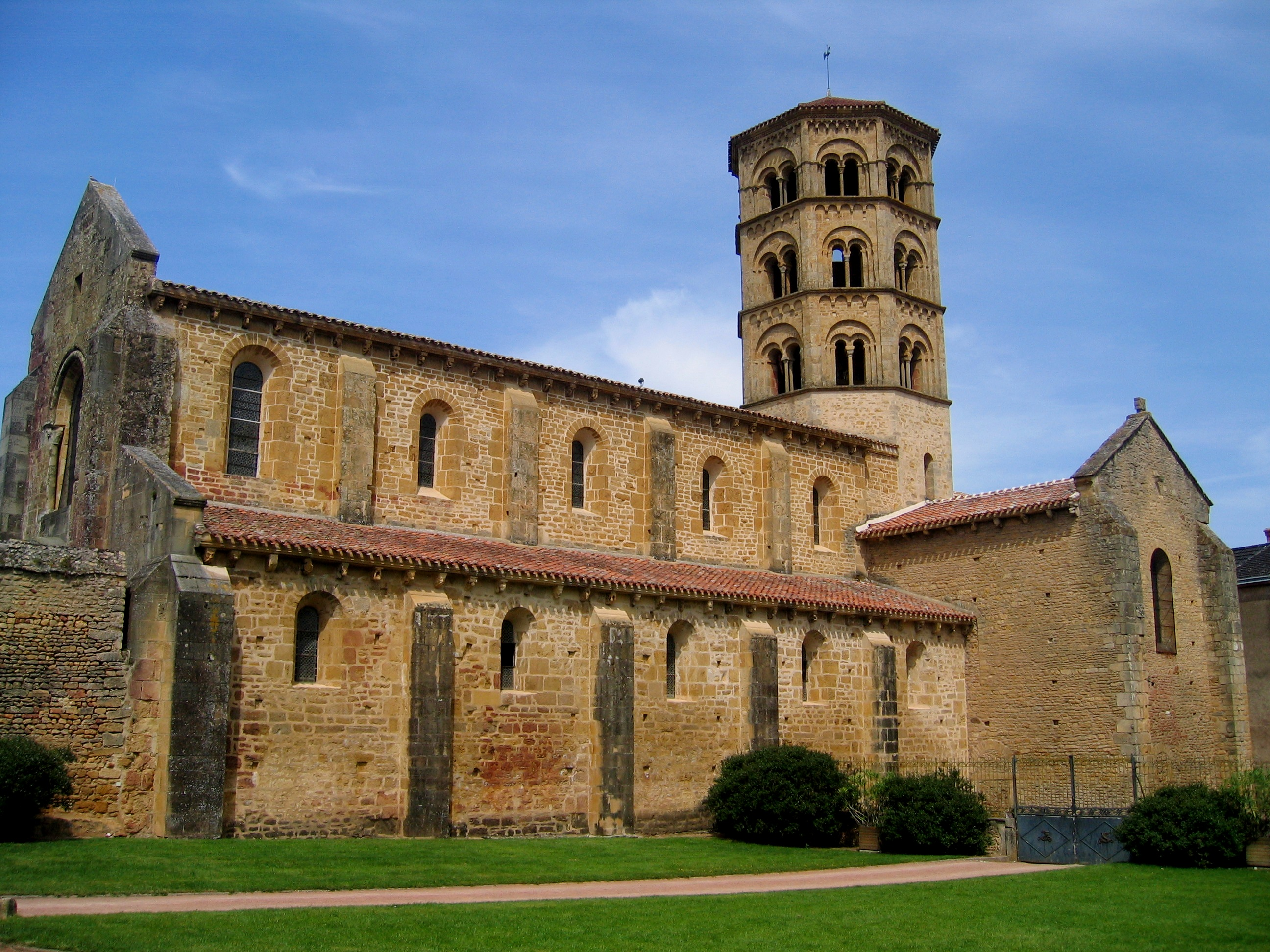
La prieurale Notre-Dame de l'Assomption.

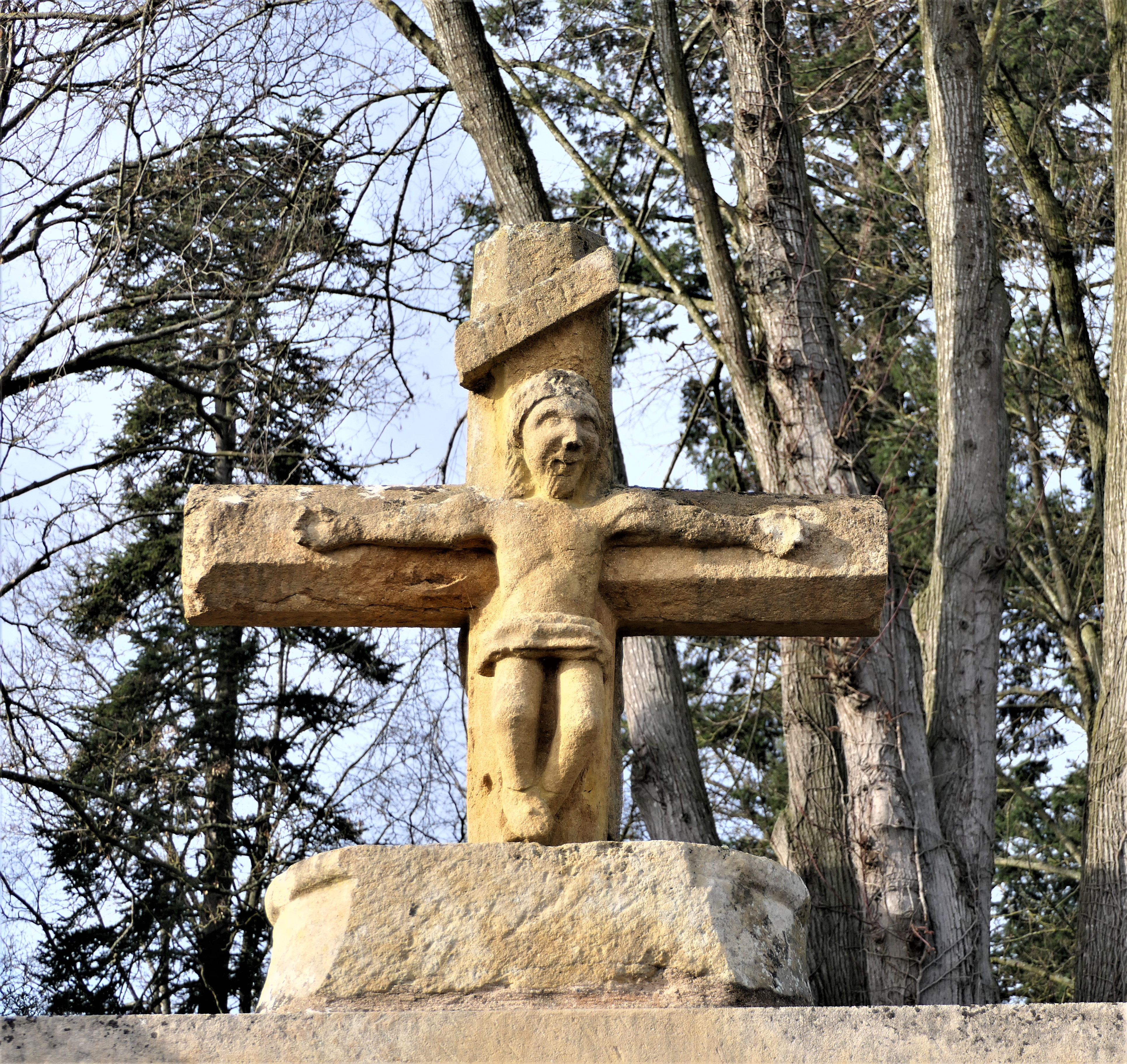
Croix de calvaire sur le site de l'ancienne église paroissiale d'Anzy-le-Duc, implantée sur le portail d'entrée du cimetière.

- Église prieurale Notre-Dame-de-l'Assomption, des XIe et XIIe siècles, classée au titre des monuments historiques en 1851[24].
- Prieuré d'Anzy-le-Duc des XIIe, XVIe et XVIIe siècles, classé au titre des monuments historiques en 1922 et 1992[25].
- Château du Lac, transformé en chambres d'hôtes.
- Chapelle de Notre-Dame-de-la-Touche : la Touche est un hameau d'Anzy-le-Duc, à la limite de Semur-en-Brionnais, sur un chemin qui conduit à Montmégin, à l'orée de la forêt domaniale des Charmays. Le nom de la Touche aurait, pour Mario Rossi[26], comme origine « un mot préceltique qui désignait la forêt laissée après les défrichements ; ce nom est resté au Moyen Âge avec le sens de bouquet d'arbres ». À la Touche existe une chapelle répertoriée aux archives départementales de Saône-et-Loire comme « chapelle de pèlerinage »[27]. Grâce à la Vierge, des miracles auraient eu lieu près d'une source qui coulait à proximité. La chapelle est construite par les habitants d’Anzy-le-Duc en 1870, elle est consacrée le 9 septembre 1874[28].

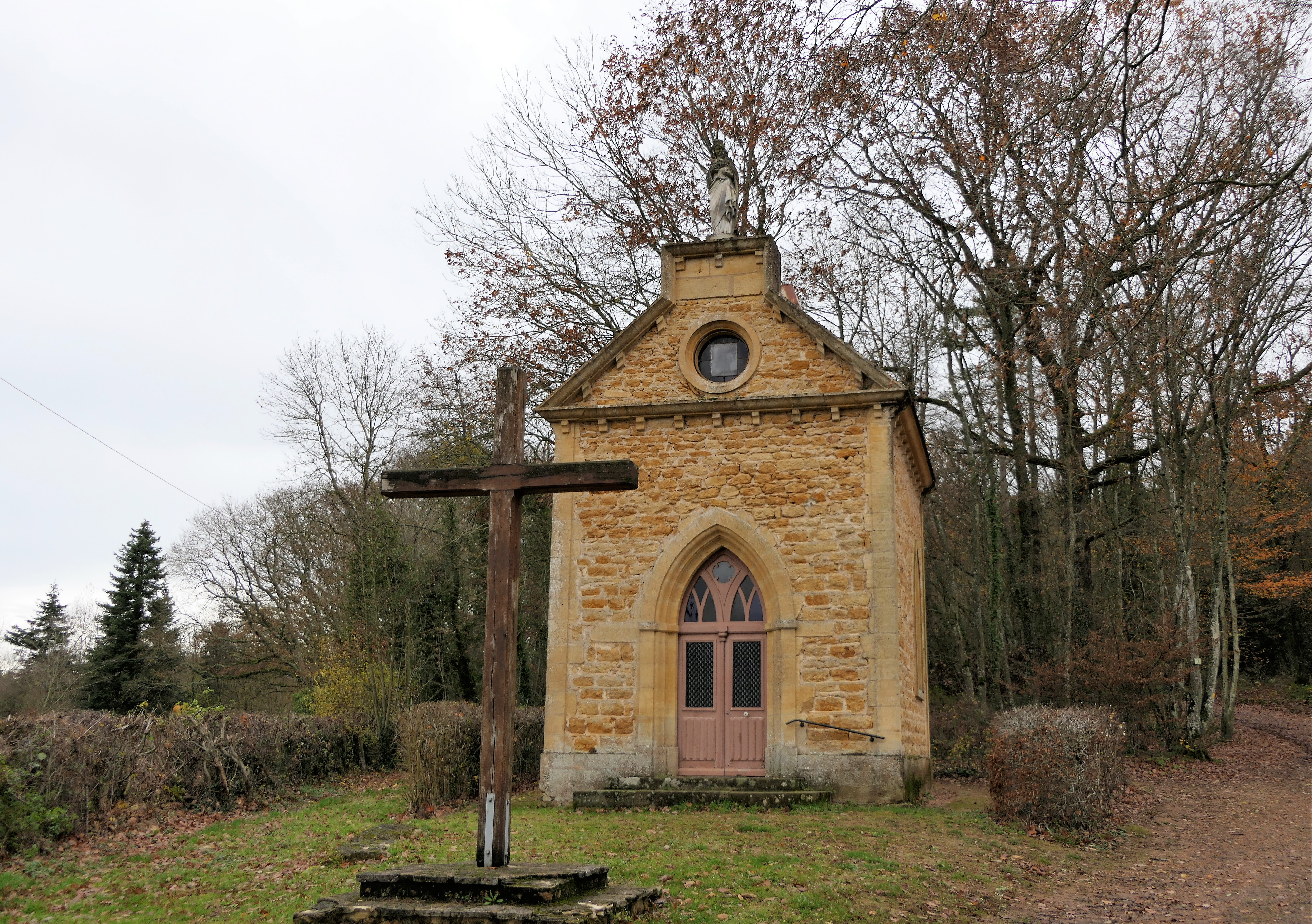
Notre-Dame-de-la Touche, vue générale.
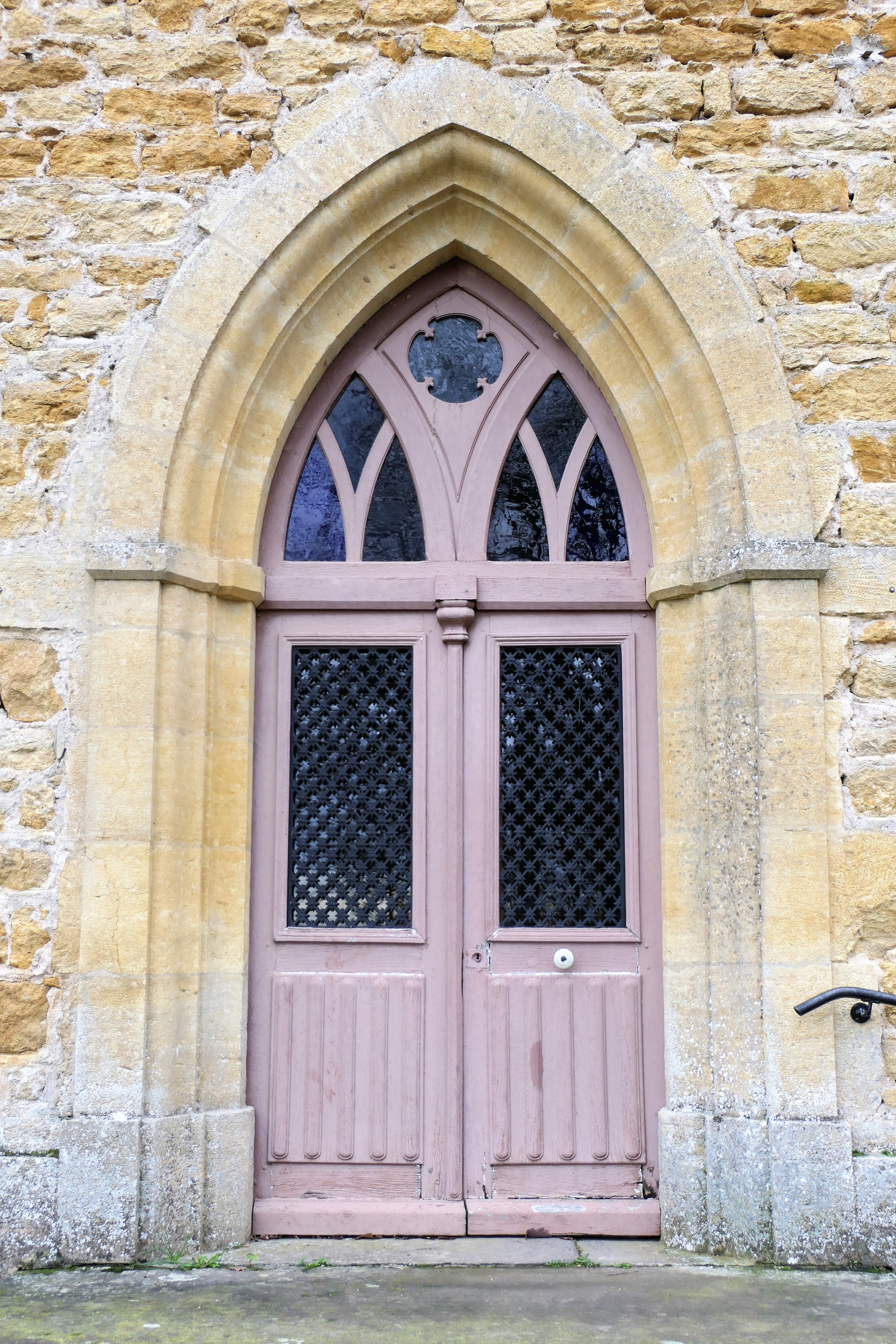
L'entrée de la chapelle.
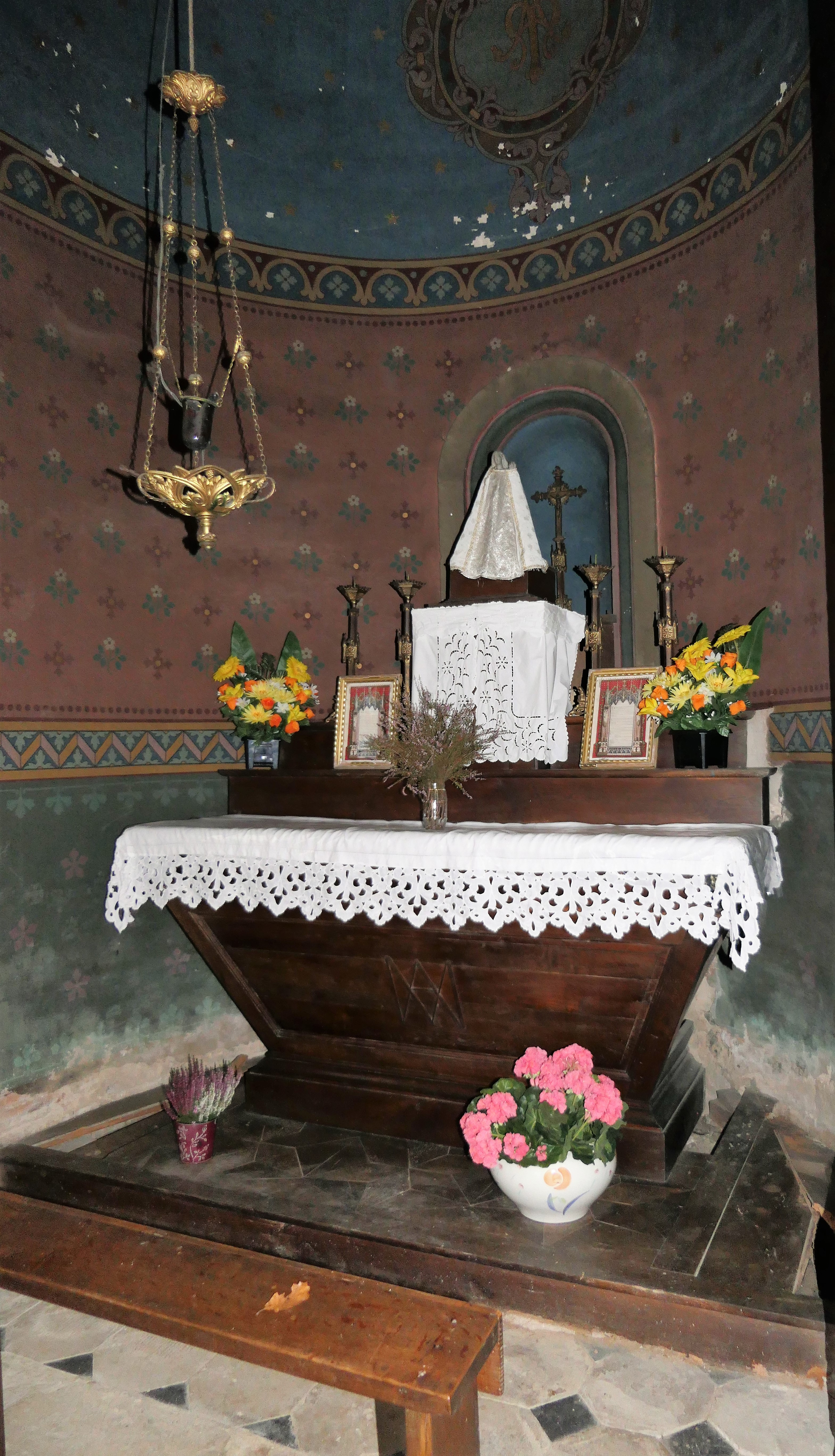
Le chœur de la chapelle.

### Personnalités liées à la commune
- Paul Duraffour (1905-1992), député-maire.
- Patrick Raynal (1926-2010), humoriste.

## Pour approfondir